# 赤金鉱
赤金鉱（あかがねこう、Akaganeite）は、1968年に発表された日本産新鉱物で東北大学の鉱床学者南部松夫により、岩手県江刺市の赤金鉱山で発見された。南部は1959年に三鉱学会連合学術講演会で新鉱物として発表し、1962年に国際鉱物学連合の新鉱物・鉱物名委員会から承認されていた。
産出地の赤金鉱山の名称から命名された。南部が提供した標本に基づく公式リストの第一論文に記載された"Akaganéite"という綴りは誤りであり、2008年に「名称変更（Rn:Renamed）」されたが、アキュート・アクセントの入った上記の名称の方が学術論文では多く使われているのが現状である。 
発見当初は針鉄鉱や鱗鉄鉱の同質異像と考えられていたが、塩素が必須の化学組成であることが判っている。化学組成はβ-Fe3+O(OH,Cl)とされていたが、現在では(Fe3+,Ni2+)8(OH,O)16Cl1.25・nH2Oと修正されている。ただし、これは鉄とニッケルを含んだ隕鉄の酸化被膜から発見されたものを基にしており、模式地標本にニッケルは含まれていないため、浜根大輔は疑義を呈している。単斜晶系。赤茶色の微小結晶として産出する。
南部の論文において分析を担当し、謝辞が掲げられた谷田勝俊は1985年に櫻井賞の第25号を授与された。